# Salmisaari (ö i Södra Savolax, S:t Michel, lat 61,83, long 26,85)
Salmisaari är en ö i Finland. Den ligger i sjön Puula och i sjön Puula och i kommunen S:t Michel i den ekonomiska regionen  S:t Michel och landskapet Södra Savolax, i den södra delen av landet, 210 km nordost om huvudstaden Helsingfors. Öns area är 0,3 hektar och dess största längd är 90 meter i öst-västlig riktning.